# Castanopsis remotidenticulata
Castanopsis remotidenticulata là một loài thực vật có hoa trong họ Fagaceae. Loài này được Hu mô tả khoa học đầu tiên năm 1951.